# CityAirbus
Der CityAirbus ist ein in der Entwicklung befindliches Luftfahrzeug des europäischen Herstellers Airbus Helicopters und Siemens (Antrieb). Die Abteilung, die den Motor entwickelt, gehört heute zur Rolls-Royce Group. Ziel ist die Entwicklung eines elektrisch angetriebenen Demonstrators für ein Luftfahrzeug, das senkrecht startet und landet (VTOL) und langfristig auch autonom fliegen soll.

## Geschichte
Der CityAirbus ergänzt andere Flug-Mobilitäts-Initiativen von Airbus im städtischen Bereich, die auch unter dem Fachbegriff Urban Air Mobility (UAM) geführt werden.
- Skyways liefert mithilfe von unbemannten Luftfahrzeugen Pakete aus auf dem Campus der University of Singapore
- Das selbst steuernde VTOL-Fluggerät Airbus A³ Vahana als Lufttaxi und die App A³ Voom zur On-Demand-Buchung von Hubschrauber-Flügen

Für den CityAirbus bestätigte 2015 eine Machbarkeitsstudie die Betriebskosten der Konstruktion und die Einhaltung der Sicherheitsanforderungen. Der vollständige Test des Antriebsstrangs mit den gegenläufigen Doppelpropellern wurde im Oktober 2017 abgeschlossen. Nach der kommerziellen Zulassung durch die Europäische Agentur für Flugsicherheit (EASA), angestrebt für 2023, ist der kommerzielle Einsatz für 2025 vorgesehen.
Der Iron Bird, ein vollelektronischer Bodenprüfstand wurde Dezember 2017 in Taufkirchen (bei München) fertiggestellt. Mit ihm werden die Antriebskomponenten, die Flugsteuerung und die dynamische Belastung der Flugzeugzelle getestet. Die ersten Bauteile für den Flugdemonstrator sind bereits von Airbus Helicopters hergestellt worden. Im März 2019 stellte Airbus das Modell des CityAirbus auf dem Rathausplatz von Ingolstadt der Öffentlichkeit vor. Der unbemannte Erstflug fand am 3. Mai 2019 in Donauwörth statt.
Bemannte Flüge sind geplant. Airbus hat das Ziel, bei den Olympischen Spielen in Paris im Jahr 2024 Gäste mit dem CityAirbus zu den Veranstaltungen zu bringen.
Am 9. März 2022, während der Heli-Expo 2022 in Dallas, vereinbarten Airbus und Spirit Aero Systems eine Zusammenarbeit zur Gestaltung der Flügel des CityAirbus NextGen. Es ist geplant, dass sie von Spirit in Belfast produziert werden.
2023 soll der CityAirbus NextGen gebaut werden und der Erstflug soll Ende 2024 autonom, ohne Pilot stattfinden. Eine Kooperation mit dem japanischen Hubschrauberbetreiber Hiratagakuen ist vereinbart. Airbus Defence & Space wird die Batterien liefern und Airbus Helicopters den Rumpf und die 8 Propeller entwickeln.
ITA Airways, Airbus, UrbanV und Enel arbeiten bei einem Advanced-Air-Mobility (aam) -Ecosystem in Italien zusammen. Bereits im April 2022 gab es eine Vereinbarung zwischen ITA Airways und Airbus. Airbus trägt das Fluggerät dazu bei, UrbanV ist der Vertiport-Netzwerk-Betreiber und Enel der Lösungsanbieter.

## Konstruktion

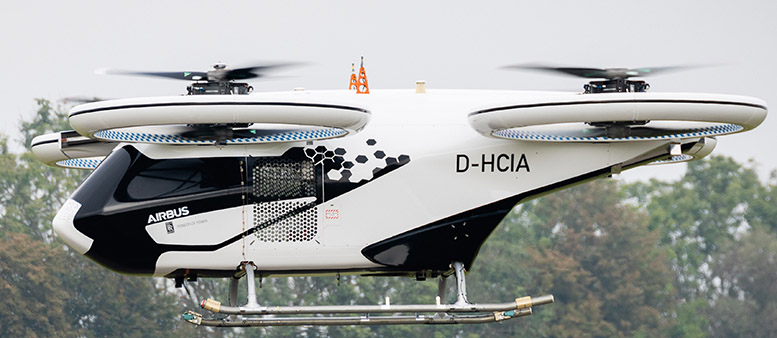
CityAirbus 14. November 2020

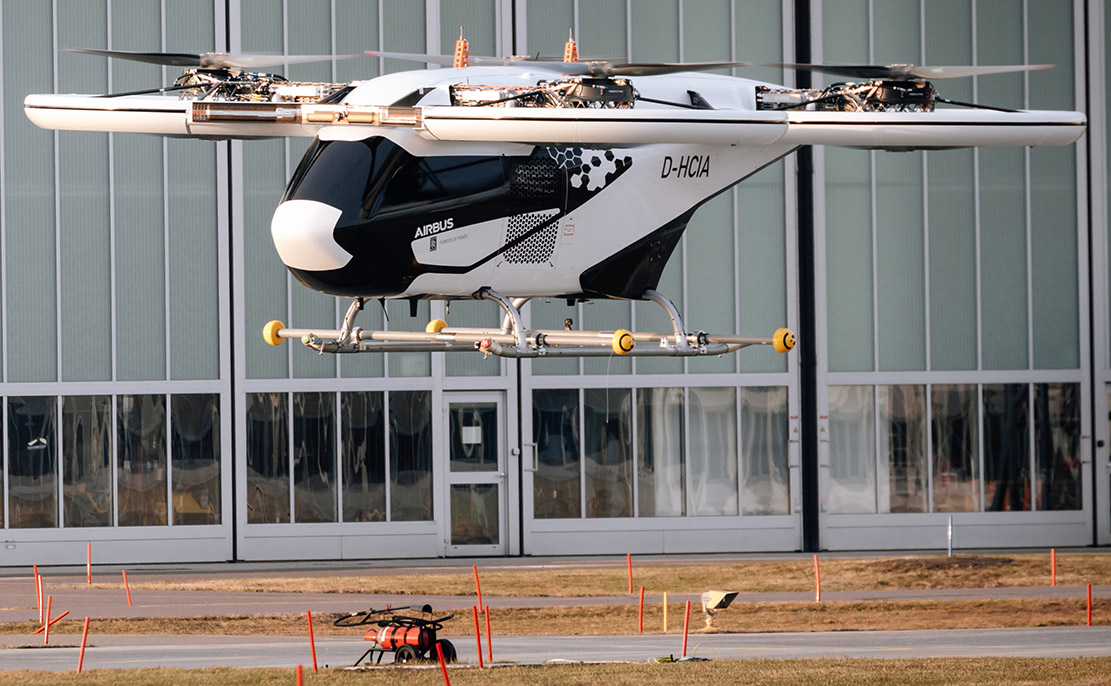
Schwebender CityAirbus 20. Januar 2020

Der Antrieb des achtrotorigen Helikopters (Multikopter) ist in vier festen Antriebsgondeln untergebracht, in denen sich jeweils zwei gegenläufig drehende Koaxialpropeller mit einem Durchmesser von 2,80 m befinden. Der untere Propeller jeder Gondel besitzt eine Ummantelung, während der obere frei im Luftstrom rotiert. Diese Auslegung wurde im Hinblick auf einen geringen Luftwiderstand gewählt, der bei einer vollständigen Ummantelung wesentlicher höher wäre. Die Festpropeller werden von acht Elektromotoren direkt angetrieben. Die Flugsteuerung erfolgt, wie bei Multikoptern üblich, über Änderungen der Drehzahl einzelner Propeller. Die konstruktive Auslegung des Systems trägt zur Sicherheit und zu einem geringen akustischen Fußabdruck bei. Der CityAirbus soll vier Passagiere befördern, anfangs noch mit einem Piloten, später autonom gesteuert. Das Gesamtsystem wird in Donauwörth entwickelt, das elektrische Antriebssystem in Ottobrunn.
Zum Gesamtsystem gehört eine Bodenstation, die die Flüge mit einem Air-Traffic-Managementsystem (Luftverkehrsverwaltung und -steuerung) überwacht. Da es für diesen Zusammenhang bisher keine luftfahrtrechtlichen Regelungen gibt, werden diese mit den Zulassungsbehörden gemeinsam entwickelt. Die EASA arbeitet bereits an einem VTOL (SC VTOL)-Merkblatt  (special condition VTOL (SC VTOL) means of compliance (MOC)) für besondere Bedingungen, um eVTOL-Flugzeuge zu zertifizieren. Die fertige Version des MOC für eVTOLs wird neu entwickelte Eurocae-Standards verwenden.
Am 21. September 2021 stellte Airbus die weitere Zukunft des CityAirbus vor. Die Vision CityAirbus NextGen hat optisch dabei kaum noch Ähnlichkeiten mit dem ersten Demonstrator aus dem Jahre 2017. Er wird mit einem Höhenleitwerk ausgestattet. Die Anordnung der acht Rotoren wird dabei komplett geändert und sie sind nicht mehr ummantelt. Mit einer Zulassung rechnet Bruno Even, Geschäftsführer von Airbus Helicopters, 2025. Im November 2021 wurde eine Vereinbarung über die Entwicklung der Flugsteuerungstechnik des CityAirbus NextGen bekannt gegeben. Thales und Diehl Aviation wurden ausgewählt, die Systeme zu entwickeln, die zur Zertifizierung der EASA nötig sind. Der sekundäre Flugkontroll-Computer wird in Zusammenarbeit mit diesen beiden Firmen entwickelt. Vorgabe ist es, zwei unabhängige Flugsteuerungssysteme an Bord zu haben, die sich gegenseitig überwachen (Redundanz).

## Nutzung
Anfang 2019 plante der Hersteller ein Nutzungskonzept im Bereich Urban Air Mobility, das den CityAirbus auf festen Routen einsetzt, damit der Stau nicht einfach nur in die Luft verlagert wird oder dort parallel stattfindet. Dies entspricht eher einem Shuttle- als einem Taxikonzept.

## Technische Daten

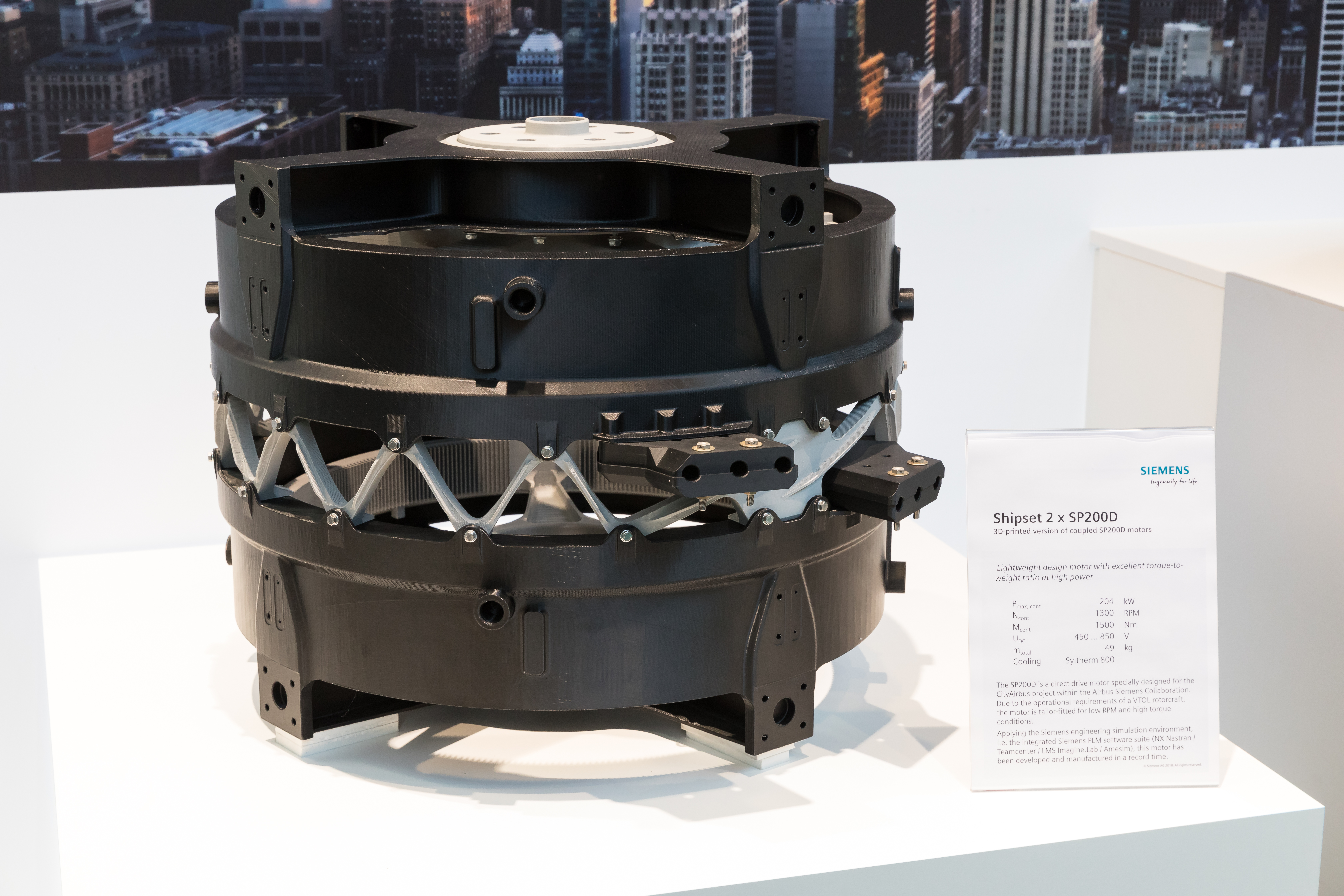
Siemens-Direktantrieb-Elektromotor für das CityAirbus-Projekt

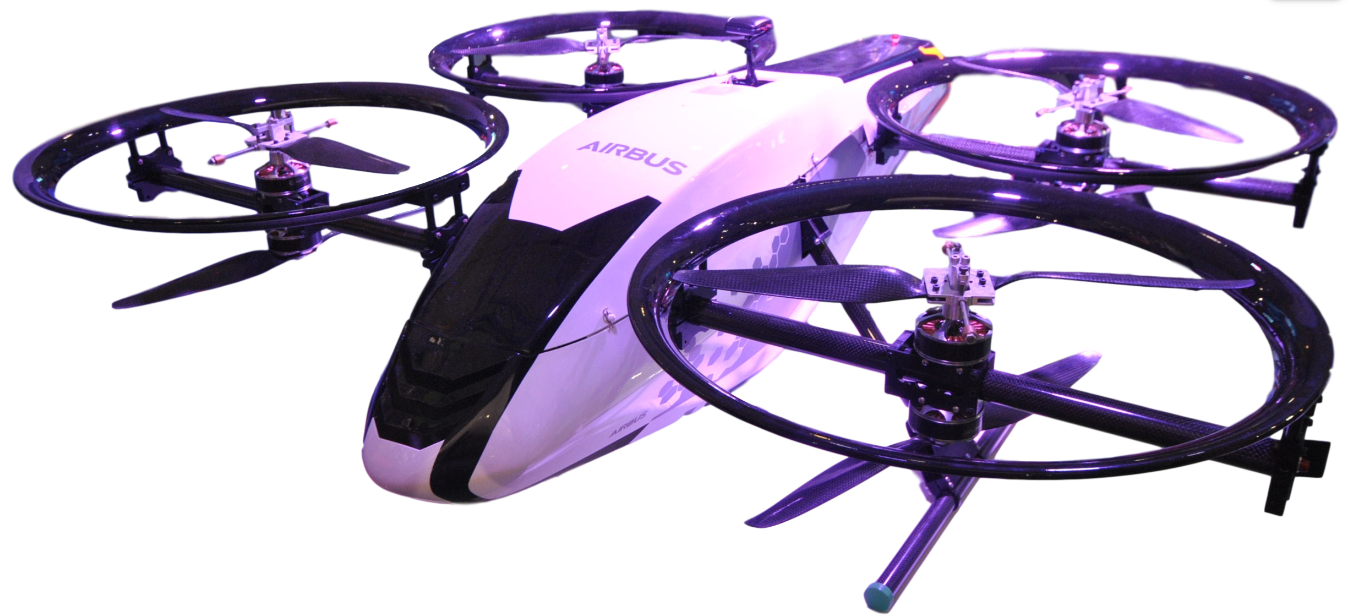
Modell, das im Juni 2017 bei der Pariser Luftfahrtschau gezeigt wurde

Daten (Stand März 2019 / September 2021)
| Kenngröße            | CityAirbus                                    | CityAirbus NextGen  |
| -------------------- | --------------------------------------------- | ------------------- |
| Besatzung            | 1 Pilot (vorläufig)                           | 1 Pilot (vorläufig) |
| Passagiere           | 4                                             | 3                   |
| Nutzlast             | 250 kg                                        |                     |
| max. Startmasse      | > 1600 kg                                     | 2 t class           |
| Länge                | 8 m                                           |                     |
| Spannweite           | 8 m                                           | 12 m                |
| Dienstgipfelhöhe     | 500 m                                         |                     |
| Reisegeschwindigkeit | 120 km/h                                      | 120 km/h            |
| Reichweite           | Test-Demonstrator 15 km, später 50–60 km      | 80 km               |
| Flugdauer            | max. 15 min                                   |                     |
| Triebwerke           | 8 Elektromotoren Siemens SP200D mit je 204 kW | 16 Elektromotoren   |
| Energiespeicher      | 110 kWh                                       |                     |
| Geräuschpegel        | etwa 70 dB                                    | < 65 dB(A) Überflug |